# Volno-Nadejdinskoïe
Volno-Nadejdinskoïe (en russe : Во́льно-Наде́ждинское) est un village de l'Extrême-Orient de la Russie, située dans le raïon de Nadejda dans le kraï du Primorié. Il est situé dans l'aire urbaine de Vladivostok, ce qui explique sa croissance démographique contrairement à la plupart des villages du Primorié. En août 2023, la douma de Vladivostok a voté un projet pour annexer le village dans l'okroug urbain de Vladivostok, mais cela n'a pas encore été acté, à cause de l'opposition du raïon. En 2021 , sa population s'élevait à 8 403 habitants.

## Géographie
Le village de Volno-Nadejdinskoïe se trouve dans le kraï du Primorié, kraï du sud de l'Extrême-Orient en Russie asiatique. Faisant partie du district fédéral extrême-oriental, elle se trouve à 30 km au nord du centre de Vladivostok, la capitale du district et du kraï et à 6 400 km à l'est de Moscou. Volno-Nadejdinskoïe est l'une des trente-quatre localités du raïon de Nadejda, dont Volno-Nadejdinskoïe fait office de chef-lieu.
Pour ce qui est de la géographie, Volno-Nadejdinskoïe se trouve au Primorié, une région géographique allant de la rive sud de l'Amour au golfe de Pierre-le-Grand (région faisant partie de la Mandchourie-Extérieure). Volno-Nadejdinskoïe se trouve dans le raïon de Nadejda, dans le sud du Primorié, et est traversé par la rivière Chmidtovka, qui se jette peu après dans la baie de l'Amour, une baie du golfe de Pierre-le-Grand. 

## Histoire
La date de fondation officielle du village, nommé alors Tchitchagovskaïa, est 1899, mais la gare de Nadejda du Transsibérien dans le territoire du village a ouverte en 1893. Et même avant, en 1884, la gare postale de Tigrovaïa a été ouverte. Le village a été fondé en 1899 par des Cosaques. Le village a été nommé en 1899 en l'honneur de Nikolaï Mikhaïlovitch  Thitchagov (ru) (1852-1911), gouverneur militaire de l'oblast de Primorié et ataman de l'armée cosaque d'Oussouri. 

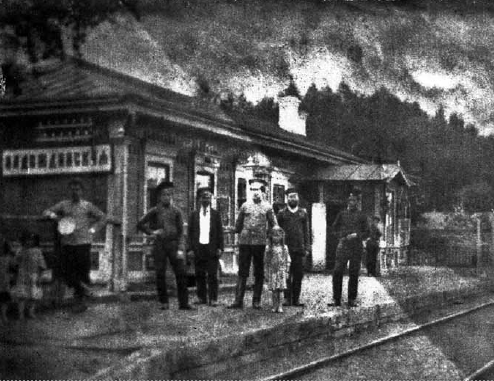
Gare de Nadejda en 1900.

Le nom de la gare a été lui établi en 1896, en l'honneur de Vassili Semenovich Nadejdine (4 mars 1854 (16 mars dans le calendrier grégorien), gouvernement de Vladimir—?), qui était l'un des pionniers des constructeurs du chemin de fer d'Oussouri et un ingénieur en communication. Pour son travail au Primorié, il a reçu en 1899 l'Ordre de Saint-Stanislas du 3e degré.
Peu à peu avant la révolution, le nom de la gare est devenu celui du village, avec l'ajout du suffixe « Volno » signifiant « Libre ». Après l'arrivée au pouvoir des soviétiques, le suffixe a voulu être retiré par les autorités (ce qui explique pourquoi le nom du raïon est le raïon de Nadejda et nom de Volno-Nadejdinskoïe), mais le suffixe a persisté et existe toujours,.
Au de début juillet 1918, pendant la guerre civile russe, juste après le coup d'État de la garde blanche à Vladivostok des combats ont lieu au niveau de sa gare (ru), où les Armées blanches repoussèrent l'Armée rouge. La région ne tombe que fin octobre 1922 aux mains de l'Armée rouge, après la déroute du gouvernement provisoire de Priamour.
Le 27 juillet 2023, la douma de Vladivostok a voté un projet de loi pour annexer 1 371 hectares du raïon de Nadejda. Cela devrait permettre la création d'une ville satellite, en transformant les territoires annexés en un sixième arrondissement de Vladivostok. Mais le 3 août, les 11 députés du raïon de Nadejda ont tous voté contre le projet de loi, avis soutenu par les habitants du raïon.

## Démographie
L'évolution du nombre d'habitants de Volno-Nadejdinskoïe est connue à travers les recensements et estimations de la population effectués dans la localité depuis 26. Le premier recensement est celui, soviétique, de 1926. Au total, Volno-Nadejdinskoïe a connu neuf recensements entre 1926 et 2021, pour le dernier. La localité n'a jamais connue de déclin démographique, contrairement à de nombreux villages du Primorié, car bénéficiant de sa situation dans la périphérie de Vladivostok.
Recensements (*) ou estimations de la population,:
| 1906 | 1907 | 1910 | 1926* | 1939* | 1959* |
| ---- | ---- | ---- | ----- | ----- | ----- |
| 78   | 395  | 566  | 801   | 2 185 | 4 193 |

| 1970* | 1979* | 1989* | 2002* | 2010* | 2021* |
| ----- | ----- | ----- | ----- | ----- | ----- |
| 5 096 | 5 076 | 5 975 | 6 765 | 6 694 | 8 403 |

## Transports
Volno-Nadejdinskoïe est traversée par la route fédérale A370, qui relie Khabarovsk vers le nord à Vladivostok au sud, ainsi que par le Transsibérien, avec la gare de Nadejda. La gare (ru) est desservie par les trains de banlieue de Vladivostok à Oussouriïsk.

## Culture locale et patrimoine
Depuis 2006, le village possède une église orthodoxe dédiée à Alexandre Nevski, au no 29 de la rue de l'Armée rouge.